# Medi Sadoun
Medi Sadoun, né le 8 juillet 1973 à Paris 13e, est un acteur, chanteur et compositeur français.

## Biographie

### Famille et enfance
Medi Sadoun naît le 8 juillet 1973 dans le 13e arrondissement de Paris,, d'un père d'origine algérienne, ingénieur en travaux publics, et d'une mère d'origine italienne, secrétaire. Il grandit aux Olympiades et dans le Triangle d’or, entre l’avenue de Choisy, l’avenue d’Ivry
et le boulevard Massena dans le 13e arrondissement de Paris et se forme artistiquement par mimétisme auprès de son entourage de toute génération et de toute origine. Grand fan de karaoké, ses parents l’emmènent régulièrement au cinéma pour lequel il développe rapidement une passion.

### Formation et premiers métiers
Il effectue une formation de BTS communication. Tout en enchainant les petits boulots à côté, lui qui n’a jamais pris de cours de théâtre connaît le déclic pour la scène lorsqu’il est animateur au Club Med en faisant un sketch devant cinq cents personnes.

### Carrière

#### 1997-2009: débuts d'animateur et dans la chanson
En avril 1997, Medi Sadoun passe par hasard une audition pour devenir animateur au Club Méditerranée, parmi plus de 300 candidats venus de toute l'Europe. Il est sélectionné, ainsi que deux autres comédiens, dont Stéphane De Groodt avec lequel il suivra sa formation. Il est ensuite animateur à Pompadour, ainsi qu'à Al Hoceïma (au Maroc). Il met fin à cette expérience en se tordant la cheville sur scène, en plein spectacle de Grease. 
En 1998, il retrouve son ami d'enfance Thierry Nollet à l'occasion d'un karaoké. Tous deux interprètent, de manière décalée, les chansons françaises de différents répertoires, et finissent par intégrer leurs propres compositions, instrumentales ou chantées. Medi et Thierry forment rapidement le groupe Medi-T, symbole d'une amitié retrouvée. En 1999, ils se retrouvent en duo reggae/ragga au sein du label 357 Records. Ils figurent sur l'album ETA (collectifs Rap : Agression Verbale, Carré d'As, Buffalo Soldiers, Diam's) et par jeu, signent un single chez Sony Music Entertainment. En 2002, Cheb Mami les invite au premier Festival international de Tamanrasset, en Algérie (FIT), aux côtés de K-Reen et Princess Erika. Alors qu’il travaille chez Orange, sa vie bascule un soir de 2003 lorsqu'il il fait la connaissance du collectif Kourtrajmé. II se lance alors pleinement dans la vie d’artiste.
En 2004, Medi Sadoun passe une audition pour la plus grande chorale d'Europe Gospel pour 100 voix auprès de Dominique Magloire, dans le pupitre des barytons, et se produit plus d'une centaine de fois dans les Zénith à travers la France. En 2005, il rencontre Mouloud Achour qui lui fait jouer le rôle d'un marabout africain, dans une vidéo pour le site du film Sheitan, et l'intègre dans la foulée sur la chaîne MTV dans son émission Mouloud TV, aux côtés de Fabrice Éboué. Tous deux créent et jouent des sketchs et des fausses pubs. Medi prête aussi sa voix aux spots promotionnels de la chaine.
Alors que Medi Sadoun et Thierry Nollet forment encore le duo Medi-T, et bien qu'aucun des deux artistes ne prenne au sérieux cette carrière de chanteur, ceux-ci relèvent le défi, à la demande de France Télévisions et au nom de la chaîne RFO, de composer une chanson destinée à représenter la France au Concours Eurovision de la chanson 2007, « à condition que celle-ci ne dépasse pas trois minutes et que le refrain contienne au moins un mot en anglais ». Ils écrivent et composent alors le titre On and on aux sonorités ragga dancehall. Ils font partie des dix candidats de la sélection française concourant lors de l'émission Eurovision 2007 : Et si on gagnait ? présentée par Julien Lepers et Tex et retransmise en direct sur France 3 le 6 mars 2007. Au terme des votes cumulés des téléspectateurs et d'un jury professionnel, le duo termine deuxième derrière Les Fatals Picards et leur chanson L'Amour à la française, choisis comme représentants de la France à Helsinki en mai suivant.
Medi-T anime ensuite les DomTomFolies 2007 à La Rochelle devant 15 000 personnes, sous l'initiative de Marijosé Alie. Il participe à son plus gros concert le 6 mars 2009 au Palais omnisports de Paris-Bercy.

#### 2009-2014: succès desKaïraet deQu'est-ce qu'on a fait au Bon Dieu?
Medi Sadoun se fait connaître en 2009 en incarnant Abdelkrim dans la série Kaïra Shopping aux côtés de Franck Gastambide et Jib Pocthier. Canal+ crée alors sa première web-série qui est reconduite pendant trois saisons. En septembre 2009, la série Kaïra Shopping figure en sélection officielle du Festival de la fiction TV de La Rochelle 2009 (catégorie « Meilleure web série »). Il tourne ensuite, avec ses copains, dans trois campagnes publicitaires pour la marque Pepsi entre 2009 et 2011, dont une avec Éric Cantona.
Au cinéma, le grand public le découvre dans Les Kaïra de Franck Gastambide, qui, avec plus d'un million de spectateurs, est le film de plus rentable du cinéma français de l'année 2012. Il est conseiller musical du film Les Kaïra et participe à la composition de certains morceaux du film auprès d'Éric Neveux. Pour la bande originale du film, il écrit et interpréte les chansons Bébé pourquoi tu m'as quitté pour la scène du concert et Le son des Kaira pour le générique final. Le 23 février 2013, il participe, avec les autres acteurs du film Les Kaïra, à la 38e cérémonie des César, en remettant le César du meilleur son. En 2014, il joue dans Mea Culpa de Fred Cavayé.
Dans Qu'est-ce qu'on a fait au Bon Dieu ? il est Rachid Benassem, avocat marié à l'une des filles Verneuil (Frédérique Bel), au début mal accepté par les parents de la jeune femme (Chantal Lauby et Christian Clavier), en raison de leurs préjugés racistes. Réunissant 12,3 millions de spectateurs, le film est le plus gros succès du box-office français de 2014. Le 23 juillet 2014, il tient l'un des premiers rôles dans le film Les Francis de Fabrice Begotti aux côtés de Jib Pocthier (son acolyte des Kaïra). Dans Les Kassos, il est la voix principale de plusieurs personnages : l’assistante sociale, Teleboubiz toxico, Diesel & Sansplomb, M. Patatos, Le Proumpf hippie, Zebi, Mo. Cette série d'animation totalise des millions de vues.

#### Depuis 2014: un acteur populaire
Il figure dans le film-annonce de La Rentrée du Cinéma 2014 avec Zoé Félix et Olivier Marchal  puis dans celui du Printemps du Cinéma 2015 avec Ary Abittan, Frédéric Chau, Noom Diawara. Il apparait également, avec Barbara Cabrita, dans le film-annonce du Printemps du cinéma  2016, dont il est ambassadeur.
En 2016, il tient le rôle principal  dans le film La Dream Team de Thomas Sorriaux, en interprétant un joueur du PSG au côté de Gérard Depardieu notamment. La même année dans la comédie Joséphine s'arrondit de Marilou Berry, il joue le rôle de Marc, un gynécologue, et forme avec Sarah Suco un couple irrésistible. Dans Débarquement immédiat !, Philippe de Chauveron le réunit avec Ary Abittan pour former un duo explosif. Il y incarne un sans-papier algérien se faisant ramener en Afghanistan, à la suite d'une erreur judiciaire. En 2017, il se trouve aux côtés de Philippe Lacheau et d'Élodie Fontan dans la comédie Alibi.com dans laquelle il joue le personnage de José le Gitan. Cette même année, il campe le réservé et trahit Ben, le personnage principal de Baby Phone, une comédie dramatique à huis clos qui change complètement son registre de jeu, puis joue dans La Deuxième Étoile de Lucien Jean-Baptiste.
En 2019, il tourne de nouveau pour Philippe Lacheau, en apparaissant dans Nicky Larson et le parfum de Cupidon, puis retrouve Philippe de Chauveron pour Qu'est-ce qu'on a encore fait au Bon Dieu ?, où il interprète encore le rôle de l'avocat. Il est à l'initiative du titre de la bande originale du film en tant qu'auteur compositeur et interprète, intitulé Qu'est-ce que j'ai fait au Bon Dieu ?. Éric Lavaine le contacte pour jouer dans Chamboultout, une comédie dramatique, puis retrouve Frédéric Chau dans la comédie Made in China de Julien Abraham.
Il joue également dans Itinéraire d'une maman braqueuse d'Alexandre Castagnetti, une fiction dramatique sur le surendettement. Aux côtés de Cécile Rebboah, il incarne Alexandre un homme qui travaille au Secours populaire. Ce téléfilm est sélectionné au Festival de la fiction TV de La Rochelle 2019 et lui vaut une nomination dans la catégorie « Meilleur acteur de fiction unitaire » aux Globes de cristal 2020.
En 2021, il est dans le 3e volet de Qu'est-ce qu'on a encore fait au Bon Dieu ?. Pour France 2, il joue aussi la même année dans L'ami qui n'existe pas, le thriller psychologique de Nicolas Cuche.
Il incarne un pneumologue aux côtés d'Anne Marivin dans La Vie, l'amour, tout de suite sorti en 2023. La même année, il est membre du jury au Festival de la fiction TV de La Rochelle.
En 2024, il est l'un des personnages principaux, un avocat, de la mini-série de TF1 Brocéliande avec Nolwenn Leroy, Marie-Anne Chazel, Thomas Jouannet, Catherine Marchal et Arnaud Binard notamment.

## Filmographie

### Cinéma
- 2010 : Il reste du jambon ? d'Anne Depétrini : un des 3 suisses
- 2011 : De force de Frank Henry : le grossiste
- 2011 : De l'huile sur le feu de Nicolas Benamou : un supporter
- 2012 : Les Kaïra de Franck Gastambide : Abdelkrim
- 2014 : Mea Culpa de Fred Cavayé : Jacquet
- 2014 : Qu'est-ce qu'on a fait au Bon Dieu ? de Philippe de Chauveron : Rachid Benassem
- 2014 : Les Francis de Fabrice Begotti : Medhi
- 2016 : La Dream Team de Thomas Sorriaux : Maxime Belloc
- 2016 : Joséphine s'arrondit de Marilou Berry : Marc
- 2016 : Débarquement immédiat ! de  Philippe de Chauveron : Massoud Karzaoui / Hakim Aïd-Ben-Fouss
- 2017 : Alibi.com de Philippe Lacheau : Marco Garcia
- 2017 : Baby Phone d'Olivier Casas : Ben
- 2017 : La Deuxième Étoile  de Lucien Jean-Baptiste : Gabin
- 2018 : Nicky Larson et le Parfum de Cupidon de Philippe Lacheau : Inspecteur détecteur de mensonges
- 2019 : Qu'est-ce qu'on a encore fait au Bon Dieu ? de Philippe de Chauveron : Rachid Benassem
- 2019 : Chamboultout d'Eric Lavaine : JP
- 2019 : Made in China de Julien Abraham : Bruno
- 2022 : Qu'est-ce qu'on a tous fait au Bon Dieu ? de Philippe de Chauveron : Rachid Benassem
- 2022 : Jumeaux mais pas trop d'Olivier Ducray et Wilfried Méance : Docteur Lefrançois
- 2023 : Alibi.com 2 de Philippe Lacheau : Marco Garcia
- 2024 : Sirènes d'Adeline Picault : le père de Balani
- 2025 : Le Routard de Philippe Mechelen

### Télévision
- 2009-2011 : Kaïra Shopping : Abdelkrim
- 2013 : Le Débarquement
- 2018 : Scènes de ménages : Aventures sous les Tropiques (prime)
- 2019 : Itinéraire d'une maman braqueuse d'Alexandre Castagnetti : Alexandre
- 2021 : L'Ami qui n'existe pas de  Nicolas Cuche : Delsar
- 2022 : Addict de Didier Le Pêcheur : Yvan
- 2022 : Tous Inconnus de Nicolas Hourès : lui-même
- 2023 : La Vie, l'amour, tout de suite de Nicolas Cuche : Docteur Garriguès
- 2023 : Enquête Parallèle de Stéphanie Pillonca-Kervern : Pierre Langlois
- 2023 : Le crime lui va si bien (épisode 8 : L'affaire Molina) : Peyraque
- 2024 : Brocéliande, mini-série de Bruno Garcia : Julien Rousseau
- 2024 : Père Noël à domicile de Manu Joucla : Enzo
- 2025 : Meurtres aux Marquises de François Velle : Teiki Bouchareb

### Bande originale

#### Auteur-compositeur-interprète
- 2011 : Le Son des Kaïra
- 2011 : Bébé pourquoi tu m'as quitté
- 2018 : Qu’est ce que j’ai fait au bon dieu

### Doublage
- 2005-2006 : Les Lascars (série d'animation)
- 2009 : Lucky Luke : Tous à l'Ouest
- 2009 : Lascars
- depuis 2013 : Les Kassos  saisons 1 à 6 (série d'animation sur Canal +) :l'assistante sociale, M. Patatos, Les Proumpfs, Teletoubiz Toxico, voix additionelles
- 2017 : In the Fade : Nuri (Numan Acar)
- 2018 : Un tocard sur le toit du monde Nadir Dendoune
- 2019 : On a pas toujours du caviar Johannes Mario Simmel

## Distinctions

### Nomination
- 2020 : nomination dans la catégorie "Meilleur Acteur de Fiction" au  Globes de cristal pour le film Itinéraire d'une maman braqueuse d'Alexandre Castagnetti (TF1)